# Geraint Evans
Sir Geraint Llewellyn Evans (16 de fevereiro de 1922 - 19 de setembro de 1992) foi um barítono galês famoso por interpretar os papéis de Figaro em Le Nozze di Figaro, Papageno de Die Zauberflöte, Falstaff e Wozzeck.

## Biografia
Evans nasceu em Cilfynydd, o único filho de William John Evans (1899 - 1978), um minero e de sua esposa Charlotte May (1901 - 1923).  Ele, primeiramente, teve lições de canto em Cardiff e cantou com o Coral Metodista local na Sociedade Amadora Dramática. Na Segunda Guerra Mundial ele se alistou na Royal Air Force. Depois disso ele estudou com Fernando Carpi em Gênova e no Guildhall School of Music em Londres.
Sua primeira aparição no Covent Garden foi em Janeiro de 1948, e sua aposentadoria foi na mesma casa em Junho de 1984. Evans cantou em mais de setenta papéis. fez sua estréia operística no Royal Opera House em Die Mestersinger de Richard Strauss em 1948 e ganhou um papel no Le Nozze di Figaro de Mozart em 1949, lá ele cantou mais de quinhentas vezes durante sua carreira. Como Figaro ele fez sua estréia no La Scala de Milão em 1960, o primeiro britânico a aparecer lá depois da guerra. Sua estréia na Ópera Estatal de Viena sob a batuta de Herbert von Karajan, que acabou oferecendo um contrato para trabalhar com a companhia, mas Evans recusou para se associar ao Covent Garden.
Fez sua estréia no Festiva de Ópera Glyndebourne em 1957 com o papel de Falstaff da ópera homônima de Verdi, papel que ele interpretou em muitas casas de óperas do mundo, incluindo Covent Garden em 1961, Ópera Estatal de Viena e no Metropolitan Opera em 1964. Outros papéis celebrados foram Beckmesser em Die Meistersinger, Figaro e Don Pizarro em Fidelio, Don Pasquale, Dulcamara em L'elisir D'amore e Leporello em Don Giovanni.
Evans apareceu em estréias mundiais de óperas britânicas, incluindo Pilgrim's Progress de Vaughan Williams em 1951; Billy Budd de Brittens em 1951; Gloriana de Brittens em 1953; Troilus and Cressida de Walton em 1954 ; The Beach of Falesá de Hoddinott em 1974 e Murder the Magician de Hoddinott em 1976.
A última aparição de Evans aconteceu em Julho de 1992, apenas dois meses antes de sua morte na casa de ópera de Glyndebourne, com Janet Baker, Montserrat Cabellé, Cynthia Haymon, Felicity Lott, Ruggero Raimondi, Elisabeth Söderström e Frederica von Stade.
Evans morreu em Aberystwyth aos setenta anos de idade.